# 縳脂䲁
縳脂䲁（學名：Haptoclinus apectolophus），為輻鰭魚綱䲁形目脂䲁科縳脂䲁屬的一個種，分布於中西大西洋猶加敦半島外海海域，深度174至366公尺，本魚體細長，頭部大且尖，無棘或乳突，前鼻孔為長管狀，口大且斜，上下頜均有一排牙齒，齒小且尖，尾鰭截形，除背部前部和腹部外，身體覆蓋小而光滑的薄鱗，身體無側線，背鰭硬棘18枚、背鰭軟條13枚、臀鰭硬棘2枚、臀鰭軟條20枚，體長可達7.5公分，棲息在軟底質海床，生活習性不明。